# Le Même que moi
Singles de Gary Fico
Money
(2010) Tout tout tout
(2011)
Le Même que moi est le deuxième single extrait de l'album Funambule du chanteur français Gary Fico. La chanson est écrite par Gary Fico, Tiery F, Léo Rispal et réalisée par Gary Fico et Tiery F.

## Classement par pays
| Classement (2012)               | Meilleure position |
| ------------------------------- | ------------------ |
| Belgique (Wallonie Ultratip 50) | 2                  |
| France (SNEP)                   | 18                 |